# No Wave
No Wave var en kortlivet men indflydelsesrig kunstnerisk scene inden for undergrundsmusik, film, performancekunst, video og samtidskunst, der havde dens begyndelse i midt-1970'erne i New York. Betegnelsen No Wave er et satirisk ordspil som modspil til den dengang populære New wave-genre – betegnelse har sin oprindelse fra et show fra 1981, "New York/New Wave", organiseret af kunstneren Diego Cortez.

## Stil og karakteristika
No Wave er ikke en klart afgrænset musikgenre med konsekvente bestanddele. Forskellige grupper trak på så uforenelige stilarter som funk, jazz, blues, punk rock, avantgarde og eksperimentel. Der er dog nogle elementer som det meste No Wave-musik har til fælles, så som skurende atonale lyde, gentagende fremaddrivender rytmer og en tendens til at betone musisk tekstur over melodi – typisk af La Monte Youngs tidligere downtownmusik.
I 1978 blev en punk-præget noise-series afholdt på New Yorks Artists Space, der førte til den Brian Eno-producerede indspilning No New York med blandt andre James Chance & The Contortions, Teenage Jesus and the Jerks, Mars og DNA.
Sonic Youth leverede deres første liveoptræden til Noise Fest, en noise-musikfestival organiseret af Thurston Moore på kunstarenaen White Columns i juni 1981. Hver aften optrådte tre til fem grupper, herunder Glenn Branca, Rhys Chatham, Rudolph Grey og Robin Crutchfields Dark Day.
No Wave havde en betydningsfuld indflydelse på noise- og industrielbands, som efterfølgende kom frem, så som Big Black, Helmet og Live Skull, Toy Killers. Theoretical Girls påvirkede Sonic Youth, som opstod fra scenen og til sidst opnåede massive publikums og kritisk anerkendelse.